# Ocyptamus prenes
Ocyptamus prenes är en tvåvingeart som först beskrevs av Charles Howard Curran 1930.  Ocyptamus prenes ingår i släktet Ocyptamus och familjen blomflugor. Inga underarter finns listade i Catalogue of Life.